# Fecenia ochracea
Fecenia ochracea är en spindelart som först beskrevs av Carl Ludwig Doleschall 1859.  Fecenia ochracea ingår i släktet Fecenia och familjen Psechridae. Inga underarter finns listade i Catalogue of Life.